# Jenny Olsson
Jenny Karin Olsson, född 14 juli 1979 i Tumba, död 15 april 2012 i Östersund var en svensk längdskidåkare tävlande för Åsarna IK som senior. Hon växte upp i Fagersta och tävlade för Fagersta Södra IK som ungdom och junior. Jenny vann ungdoms-SM 1994 och 1995 och började därefter på skidgymnasiet i Torsby. Som Junior vann hon fyra SM under 1998 och 1999.  Sista juniorsäsongen, 1999 gick hon över till Åsarna IK. Hon är SM-segrare på 5 km 2001 och 2003 ,15 kilometer 2001 och 2003 samt jaktstart 2002. Med Åsarna IK tog hon också stafettguld i SM fem gånger, 2000 - 2006. Vid världsmästerskapen i Val di Fiemme 2003 fick hon sin främsta placering internationellt, femma på 15 kilometer. I världscupen hade hon en femteplats från 10 kilometersloppet i Kuusamo 2002 som bästa resultat. Hennes bästa världscupsäsong var 2002/2003, då hon blev 24:a totalt. Hon deltog också i OS 2002 i Salt Lake City. 
I augusti 2005 fick Olsson beskedet att en knöl hon hittat i sitt bröst var ductal cancer in situ, cancer i mjölkgångarna. Ductal cancer in situ är ett förstadium till cancer, men ändå så allvarligt att det måste opereras. Efter två jobbiga månader friskförklarades hon. Hon slutade tävla sommaren 2006 efter flera tunga säsonger.Trots detta avled hon den 15 april 2012, endast 32 år gammal, och efterlämnade make och en son.